# Maurice Harkless
Pour les articles homonymes, voir Harkless.
Maurice José "Moe" Harkless né le 11 mai 1993 à New York aux États-Unis, est un joueur américain et portoricain de basket-ball, évoluant au poste d'ailier voire d'ailier fort. Il mesure 2,01 m.

## Biographie

### Carrière professionnelle

#### Magic d'Orlando (2012-2015)
Le 28 juin 2012, il est choisi en quinzième position de la Draft 2012 de la NBA par les 76ers de Philadelphie après une belle saison universitaire avec les St. John's Red Storm. Il est cependant transféré vers le Magic d'Orlando quelques mois après dans le trade incluant Dwight Howard.

#### Trail Blazers de Portland (2015-2019)
Le 13 juillet 2015, il est transféré aux Trail Blazers de Portland contre un second tour de draft.

#### Clippers de Los Angeles (2019-2020)
Le 1er juillet 2019, il est envoyé aux Clippers de Los Angeles via un échange à trois équipes.

#### Knicks de New York (2020)
Le 6 février 2020, il est de nouveau échangé, cette fois-ci aux Knicks de New York.

#### Heat de Miami (2020-2021)
Le 21 novembre 2020, il signe pour une saison avec le Heat de Miami.

#### Kings de Sacramento (2021-2022)
Le 25 mars 2021, Moe est envoyé chez les Kings de Sacramento avec Chris Silva contre Nemanja Bjelica. Lors du marché des agents libres de 2021, il re-signe avec les Kings pour un contrat de 9 millions de dollars sur deux ans.
Début juillet 2022, avec Justin Holiday et un futur premier tour de draft, il est envoyé aux Hawks d'Atlanta en échange de Kevin Huerter.
Il est à nouveau transféré, fin septembre 2022, cette fois-ci au Thunder d'Oklahoma City avec un second tour de draft contre Vít Krejčí.
Il est encore transféré quelques jours plus tard, vers les Rockets de Houston en compagnie de Derrick Favors, Ty Jerome, Théo Maledon et un second tour de draft 2025 contre David Nwaba, Sterling Brown, Trey Burke et Marquese Chriss. Il est ensuite coupé par les Rockets.

## Clubs successifs
- 2011-2012 :  Red Storm de St. John's (NCAA)
- 2012-2015 :  Magic d'Orlando (NBA)
- 2015-2019 :  Trail Blazers de Portland (NBA)
- 2019-2020 :  Clippers de Los Angeles (NBA)
- 2020 :  Knicks de New York (NBA)
- 2020-2021 :  Heat de Miami (NBA)
- 2021-2022 :  Kings de Sacramento (NBA)

## Statistiques

### Universitaires
| Saison    | Équipe     | Matchs | Titul. | Min./m | % Tir | % 3pts | % LF | Rbds/m. | Pass/m. | Int/m. | Ctr/m. | Pts/m. |
| --------- | ---------- | ------ | ------ | ------ | ----- | ------ | ---- | ------- | ------- | ------ | ------ | ------ |
| 2011-2012 | Saint John | 32     | 30     | 36,1   | 45,1  | 21,5   | 68,3 | 8,66    | 1,47    | 1,59   | 1,41   | 15,47  |
| Carrière  | Carrière   | 32     | 30     | 36,1   | 45,1  | 21,5   | 68,3 | 8,66    | 1,47    | 1,59   | 1,41   | 15,47  |

### Professionnelles

#### Saison régulière
| Saison    | Équipe        | Matchs | Titul. | Min./m | % Tir | % 3pts | % LF | Rbds/m. | Pass/m. | Int/m. | Ctr/m. | Pts/m. |
| --------- | ------------- | ------ | ------ | ------ | ----- | ------ | ---- | ------- | ------- | ------ | ------ | ------ |
| 2012-2013 | Orlando       | 76     | 59     | 26,0   | 46,1  | 27,4   | 57,0 | 4,41    | 0,66    | 1,16   | 0,82   | 8,22   |
| 2013-2014 | Orlando       | 80     | 41     | 24,4   | 46,4  | 38,3   | 59,4 | 3,30    | 1,00    | 1,21   | 0,62   | 7,40   |
| 2014-2015 | Orlando       | 45     | 4      | 15,0   | 39,9  | 17,9   | 53,7 | 2,36    | 0,56    | 0,71   | 0,20   | 3,51   |
| 2015-2016 | Portland      | 78     | 14     | 18,7   | 47,4  | 27,9   | 62,2 | 3,59    | 0,86    | 0,63   | 0,45   | 6,38   |
| 2016-2017 | Portland      | 77     | 69     | 28,9   | 50,3  | 35,1   | 62,1 | 4,43    | 1,14    | 1,10   | 0,91   | 10,04  |
| 2017-2018 | Portland      | 59     | 37     | 21,4   | 49,5  | 41,5   | 71,2 | 2,75    | 0,90    | 0,81   | 0,73   | 6,53   |
| 2018-2019 | Portland      | 60     | 53     | 23,6   | 48,7  | 27,5   | 67,1 | 4,48    | 1,23    | 1,12   | 0,88   | 7,67   |
| 2019-2020 | L.A. Clippers | 50     | 38     | 22,8   | 51,6  | 37,0   | 57,1 | 4,00    | 0,96    | 0,98   | 0,60   | 5,50   |
| 2019-2020 | New York      | 12     | 10     | 23,8   | 45,5  | 28,0   | 62,5 | 3,33    | 1,67    | 0,75   | 0,25   | 6,83   |
| 2020-2021 | Miami         | 11     | 3      | 11,2   | 38,5  | 45,5   | 0,0  | 1,18    | 0,64    | 0,18   | 0,36   | 1,36   |
| 2020-2021 | Sacramento    | 26     | 20     | 24,9   | 42,1  | 24,7   | 80,5 | 2,90    | 1,40    | 1,10   | 0,60   | 6,90   |
| 2021-2022 | Sacramento    | 47     | 24     | 18,4   | 45,9  | 30,7   | 71,4 | 2,40    | 0,50    | 0,60   | 0,50   | 4,60   |
| Carrière  | Carrière      | 621    | 371    | 22,6   | 47,4  | 32,0   | 62,4 | 3,50    | 0,90    | 0,90   | 0,60   | 6,90   |

Dernière mise à jour le 28 septembre 2022.

#### Playoffs
| Saison   | Équipe   | Matchs | Titul. | Min./m | % Tir | % 3pts | % LF | Rbds/m. | Pass/m. | Int/m. | Ctr/m. | Pts/m. |
| -------- | -------- | ------ | ------ | ------ | ----- | ------ | ---- | ------- | ------- | ------ | ------ | ------ |
| 2016     | Portland | 11     | 11     | 24,7   | 42,7  | 34,1   | 48,0 | 5,09    | 0,64    | 0,91   | 0,27   | 11,00  |
| 2017     | Portland | 4      | 4      | 24,8   | 29,4  | 16,7   | 87,5 | 3,25    | 0,75    | 1,00   | 1,00   | 7,25   |
| 2018     | Portland | 2      | 1      | 26,6   | 53,8  | 33,3   | 0,0  | 4,00    | 2,00    | 0,00   | 0,50   | 8,00   |
| 2019     | Portland | 16     | 16     | 24,2   | 47,7  | 25,0   | 63,9 | 4,88    | 1,44    | 1,12   | 1,00   | 8,38   |
| Carrière | Carrière | 33     | 32     | 24,6   | 43,6  | 28,9   | 60,9 | 4,70    | 1,12    | 0,97   | 0,73   | 9,09   |

Dernière mise à jour le 22 avril 2019.

## Records sur une rencontre en NBA
Les records personnels de Maurice Harkless en NBA sont les suivants, :
| Type de statistique        | Saison régulière | Saison régulière                | Saison régulière  | Playoffs | Playoffs                  | Playoffs      |
| Type de statistique        | Record           | Adversaire                      | Date              | Record   | Adversaire                | Date          |
| -------------------------- | ---------------- | ------------------------------- | ----------------- | -------- | ------------------------- | ------------- |
| Points                     | 28               | @ Rockets de Houston            | 1er avril 2013    | 19       | @ Clippers de Los Angeles | 27 avril 2016 |
| Paniers marqués            | 11               | Thunder d'Oklahoma City         | 22 mars 2013      | 7        | 2 fois                    | 2 fois        |
| Paniers tentés             | 21               | @ Spurs de San Antonio          | 3 avril 2013      | 14       | 3 fois                    | 3 fois        |
| Paniers à 3 points réussis | 5                | 2 fois                          | 2 fois            | 4        | Clippers de Los Angeles   | 29 avril 2016 |
| Paniers à 3 points tentés  | 8                | Thunder d'Oklahoma City         | 5 février 2022    | 6        | 4 fois                    | 4 fois        |
| Lancers francs réussis     | 7                | @ Lakers de Los Angeles         | 9 avril 2019      | 5        | Thunder d'Oklahoma City   | 23 avril 2019 |
| Lancers francs tentés      | 9                | 2 fois                          | 2 fois            | 10       | Thunder d'Oklahoma City   | 23 avril 2019 |
| Rebonds offensifs          | 7                | @ Kings de Sacramento           | 5 avril 2016      | 6        | Nuggets de Denver         | 3 mai 2019    |
| Rebonds défensifs          | 10               | Thunder d'Oklahoma City         | 5 février 2022    | 9        | @ Thunder d'Oklahoma City | 21 avril 2019 |
| Rebonds totaux             | 16               | @ Kings de Sacramento           | 5 avril 2016      | 10       | 3 fois                    | 3 fois        |
| Passes décisives           | 6                | @ Hawks d'Atlanta               | 11 mars 2020      | 4        | 2 fois                    | 2 fois        |
| Interceptions              | 6                | 3 fois                          | 3 fois            | 2        | 8 fois                    | 8 fois        |
| Contres                    | 4                | 7 fois                          | 7 fois            | 3        | 4 fois                    | 4 fois        |
| Balles perdues             | 6                | Pelicans de La Nouvelle-Orléans | 1er novembre 2013 | 5        | Clippers de Los Angeles   | 23 avril 2016 |
| Minutes jouées             | 51               | Bucks de Milwaukee              | 10 avril 2013     | 45       | Nuggets de Denver         | 3 mai 2019    |

- Double-double : 14 (dont 3 en playoffs)
- Triple-double : 0

Dernière mise à jour : 17 août 2022